# Gryon nosulcus
Gryon nosulcus är en stekelart som beskrevs av Mikhail Vasilievich Kozlov och Lê 1996. Gryon nosulcus ingår i släktet Gryon och familjen Scelionidae. Inga underarter finns listade i Catalogue of Life.